# Mimogyaritus
Mimogyaritus is een kevergeslacht uit de familie van de boktorren (Cerambycidae). De wetenschappelijke naam van het geslacht werd voor het eerst geldig gepubliceerd in 1925 door Fisher.

## Soorten
Mimogyaritus is monotypisch en omvat slechts de volgende soort:
- Mimogyaritus fasciatus Fisher, 1925